# Dogma (álbum)
Dogma (estilizado em maiúsculas) é o oitavo álbum de estúdio da banda de rock visual kei japonesa the GazettE, lançado em 26 de agosto de 2015 no Japão, em 4 de setembro nos Estados Unidos pela Sony Japan e em 2 de outubro na Europa pela JPU Records.
Foi lançado em três edições: a regular com o CD de 14 faixas, a limitada que acompanha o videoclipe de "Dogma" e a limitada especial que inclui, além destes dois, um DVD. 
Dogma marca a primeira parte do movimento artístico da banda PROJECT: DARK AGE, que envolve canções, turnês, moda, fotografias, etc.

## Visão geral
Em agosto de 2015, um vídeo da letra da última faixa "Omninous" foi lançado no canal do the GazettE no YouTube. Sobre o álbum, Ruki afirmou: "nós queremos ir a uma direção oposta do nosso último álbum (Beautiful Deformity)." Foi masterizado por Ted Jensen da Sterling Sound. Assim como em todas as canções do grupo, as letras foram escritas pelo vocalista.
Após várias turnês de promoção do álbum pelo Japão, em 2016 aconteceu a segunda turnê mundial do the GazettE, contando com 16 shows por 11 países.

## Recepção
| Críticas profissionais | Críticas profissionais |
| Avaliações da crítica  | Avaliações da crítica  |
| Fonte                  | Avaliação              |
| ---------------------- | ---------------------- |
| JRock News             | 4.5 de 5 estrelas.     |

Em crítica ao álbum, Sizergyia da JRock News comentou: "Eles foram capazes de alcançar algo que não haviam feito antes. Independentemente disso, você certamente entrará em uma aventura selvagem [...]"
Alcançou a segunda posição nas paradas diárias e a terceira nas paradas semanais da Oricon Albums Chart, vendendo 18,102 cópias na primeira semana.
No iTunes, Dogma alcançou o top um em cinco países e top dez em 15 países da Europa.
Em 2021, a Kerrang! listou Dogma como um dos 13 álbuns japoneses de rock e metal essenciais.

## Faixas

### Edição regular
Todas as letras escritas por Ruki. 
| Disco um (CD)  |                |         |  |
| N.º            | Título         | Duração |  |
| 1.             | "Nihil"        | 1:16    |  |
| 2.             | "Dogma"        | 4:27    |  |
| 3.             | "Rage"         | 3:26    |  |
| 4.             | "Dawn"         | 3:50    |  |
| 5.             | "Deracine"     | 3:44    |  |
| 6.             | "Bizarre"      | 3:30    |  |
| 7.             | "Wasteland"    | 3:18    |  |
| 8.             | "Incubus"      | 3:36    |  |
| 9.             | "Lucy"         | 3:22    |  |
| 10.            | "Grudge"       | 4:03    |  |
| 11.            | "Paralysis"    | 3:18    |  |
| 12.            | "Deux"         | 3:58    |  |
| 13.            | "Blemish"      | 3:25    |  |
| 14.            | "Ominous"      | 5:18    |  |
| Duração total: | Duração total: | 50:37   |  |

### Edição limitada
| Disco dois (DVD) |                      |         |  |
| N.º              | Título               | Duração |  |
| 1.               | "Dogma (Videoclipe)" |         |  |

### Edição limitada especial
| Disco três (DVD) |                                           |         |  |
| N.º              | Título                                    | Duração |  |
| 1.               | "DOCUMENTARY OF [-13-] At Nippon Budokan" |         |  |
| 2.               | "Deux (Videoclipe)"                       |         |  |
| 3.               | "Ominous (Lyric Video)"                   |         |  |
| 4.               | "Making-of of Dogma Music Video"          |         |  |
| 5.               | "Trailer Collection"                      |         |  |

## Ficha técnica

### the GazettE
- Ruki – vocais
- Uruha – guitarra solo
- Aoi – guitarra rítmica
- Reita – baixo
- Kai – bateria